# بيت إيل
بيت إيل (بالعبرية: בית אל) مستوطنة إسرائيلية تَقع شمال شرق البيرة مقامة على الأراضي الفلسطينية لأهالي البيرة ورام الله، ويقع فيها المقر العام للإدارة المدنية التابعة لوزارة الدفاع الإسرائيلية (مسؤولة عن إدارة شؤون الضفة الغربية)، عدد السكان حتى عام 2013 هو 6.019 نسمة، ومساحتها 1.528 كم مربع، تأسست عام 1977.